# 孫維棟

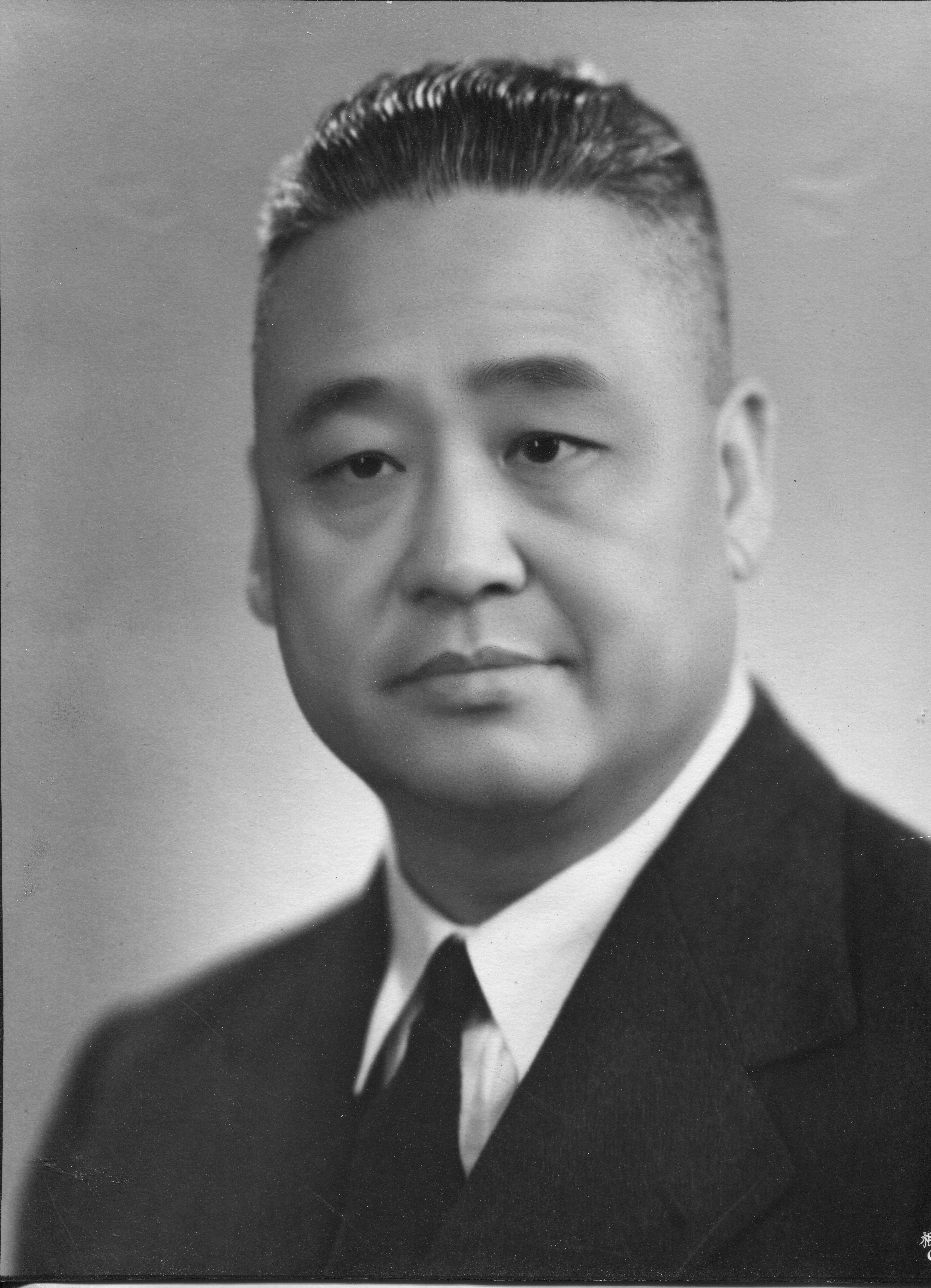
孙维栋

孙维栋（1895年—1969年）字隆吉，陕西省三原县人。中华民国军事将领、政治人物。

## 生平
孙维栋毕业于陕西法政专门学校。1916年，孙维栋任安定县知事。1917年，孙维栋参加靖国军，任总司令部参谋、军务处科长、财政局总务科科长，后来入将校班学习。1920年8月，任警卫军总指挥。后来，任国民革命军第一集团军兵站总监部副总监兼陕西粮秣总监部中将总监。1928年，任国民革命军第二集团军第九十二师师长。1933年1月12日，被任命为立法院立法委员。1935年，任天津市公安局局长。1937年，任财政部天津海关总监。1947年，当选第一届国民大会代表。